# 국립등대박물관
국립등대박물관(國立燈臺博物館)은 대한민국 경상북도 포항시에 있는 박물관이다. 대한민국 해양수산부 포항지방해양항만청 산하이며 항로표지기술협회가 위탁·운영하고 있다.
산업 기술의 발달과 시대적 변화로 항만 표지와 해양 수산의 시설과 장비를 영구히 보존 전시되었으며, 체험 문화 공간이다.

## 설립 근거
- 국립등대박물관 및 등대해양문화공간 운영규정[1]

## 기본 정보
- 관람시간: 오전 9시부터 오후 6시까지
- 휴관일: 매주 월요일, 설날과 한가위 당일
- 관람료: 무료

## 연혁
- 1985년 2월 7일 장기갑 등대박물관 개관
- 1986년 4월 18일 준 박물관 지정(문화공보부 제13호)
- 1995년 7월 장기갑 등대박물관 운영관 이관 및 장기곶 등대박물관 명칭 변경
- 2000년 7월 27일 장기곶 등대박물관 전시시설 제작 및 구매 준공
- 2002년 4월 등대박물관 재개관
- 2004년 11월 테마공원 지정

## 갤러리

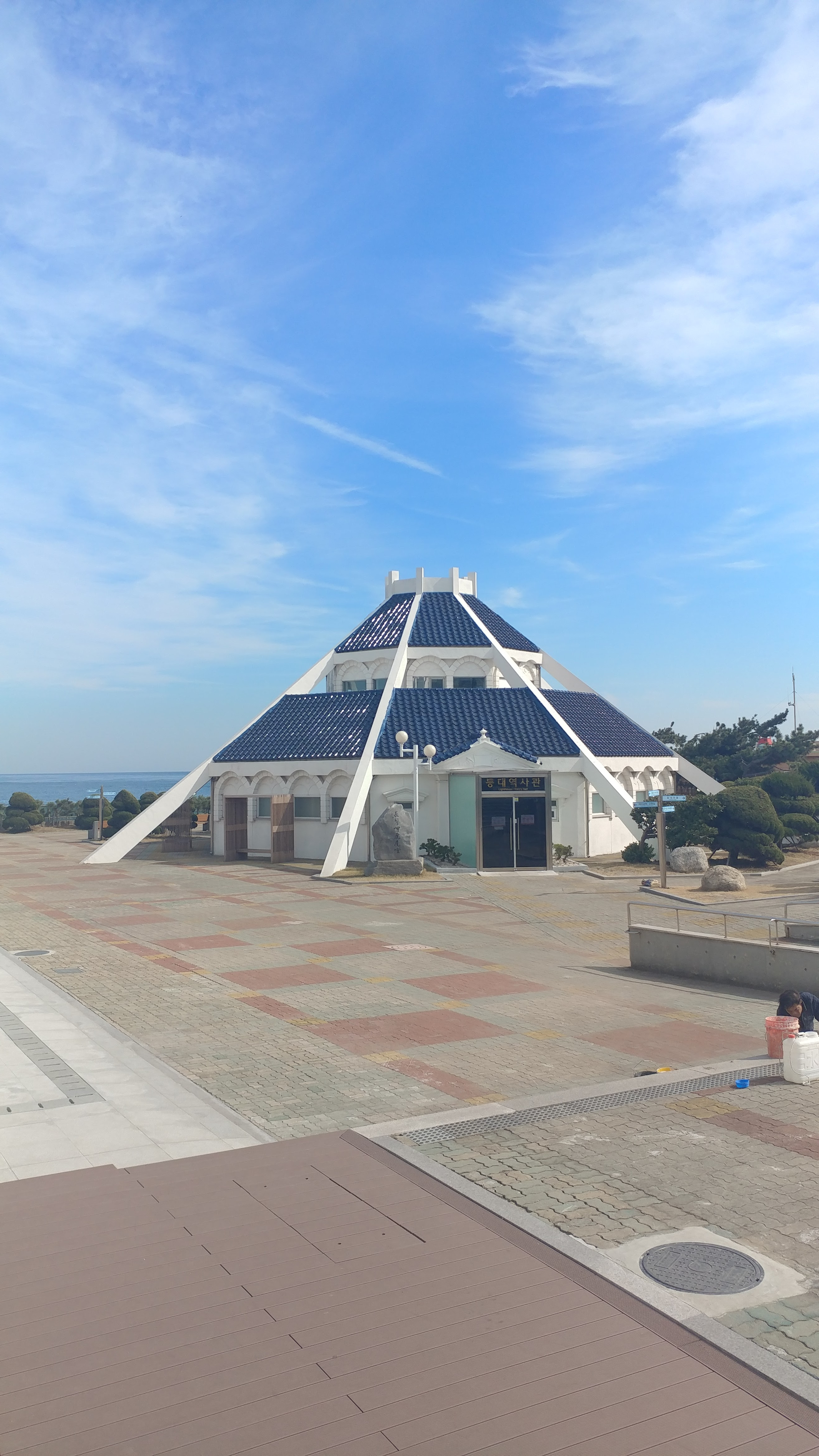
호미곶 역사관
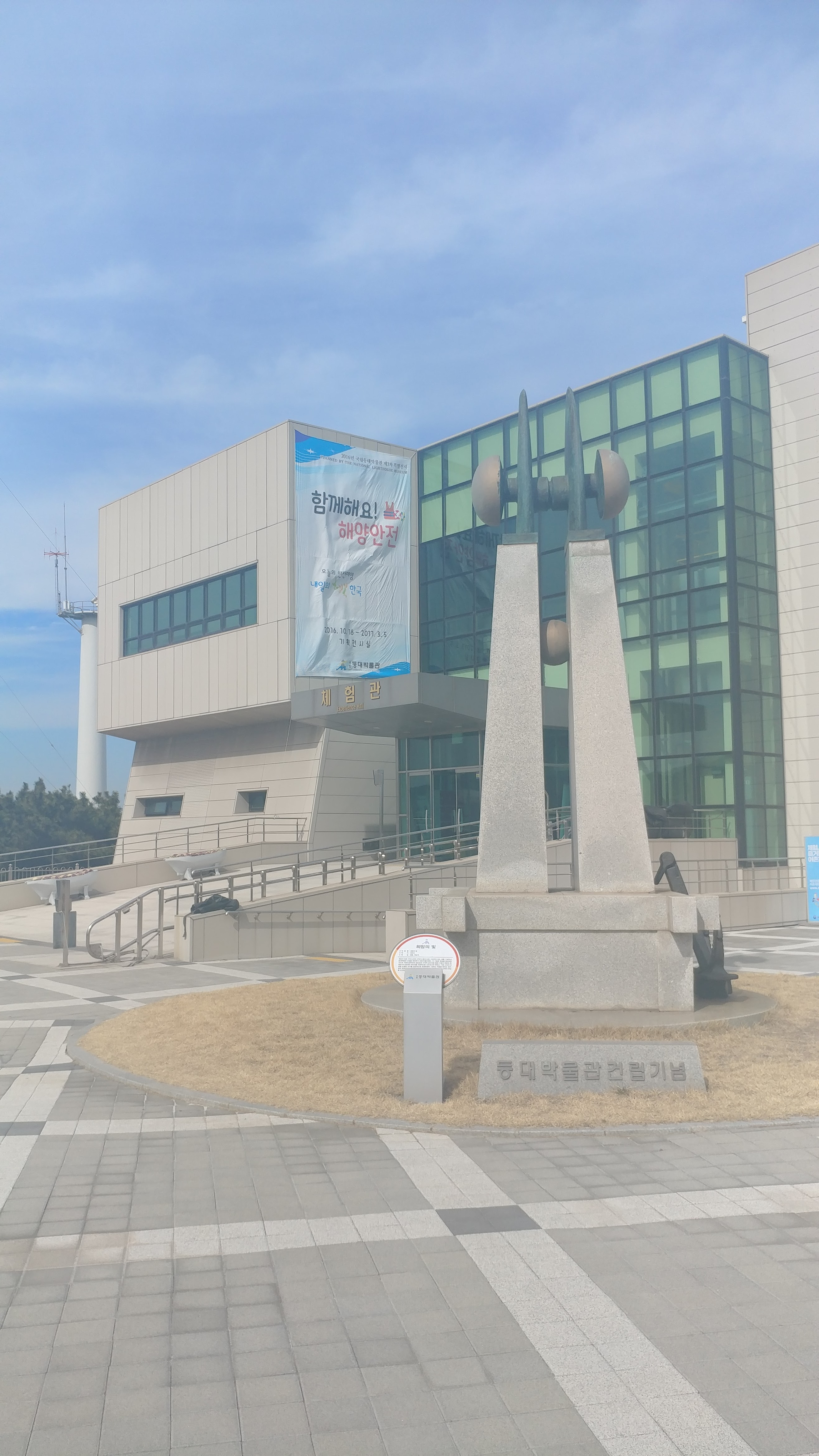
호미곶 체험관
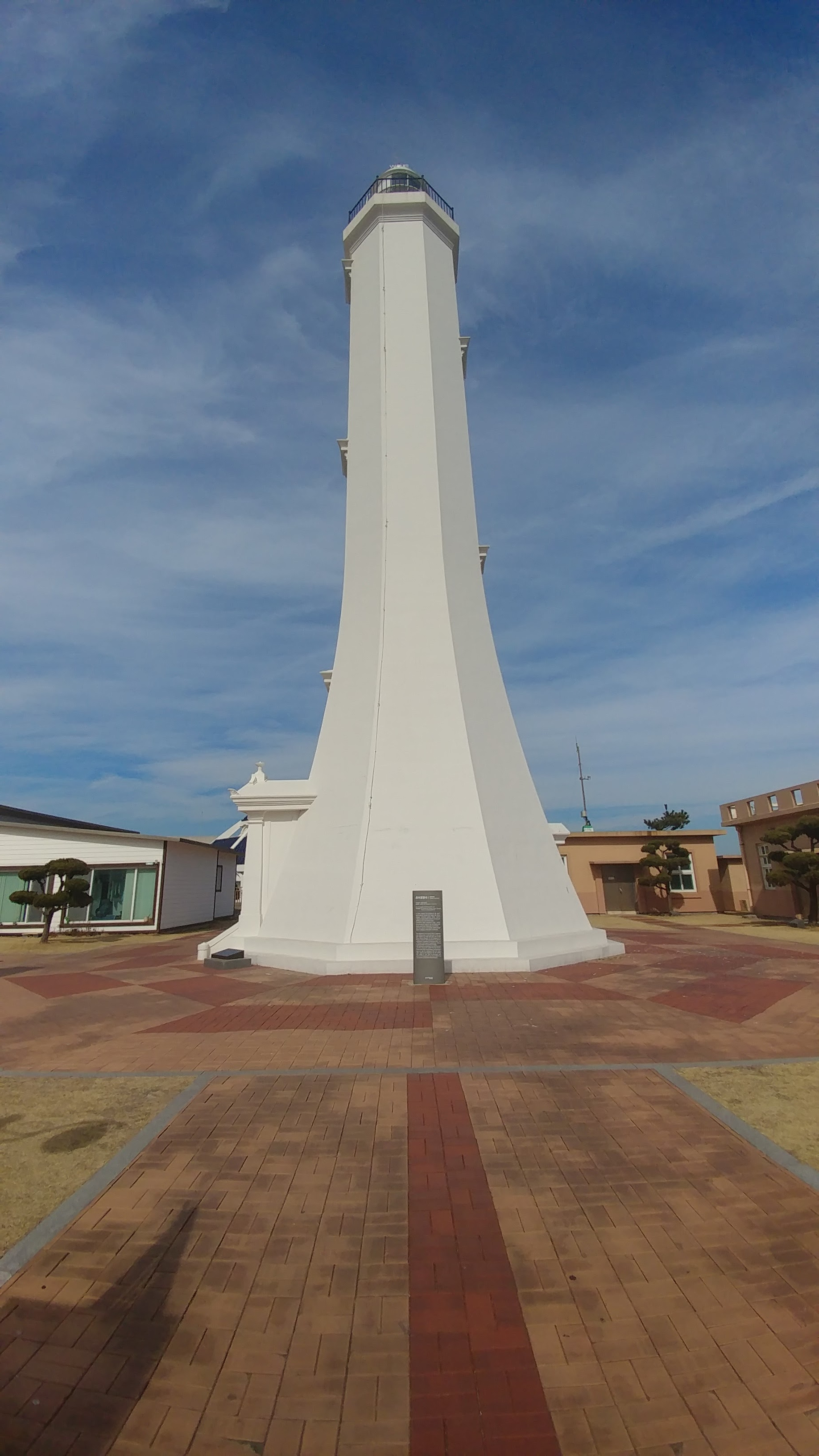
호미곶등대

## 같이 보기
- 대한민국의 박물관과 미술관 목록
- 대한민국의 국립 박물관 목록